# Diermissen-Haus

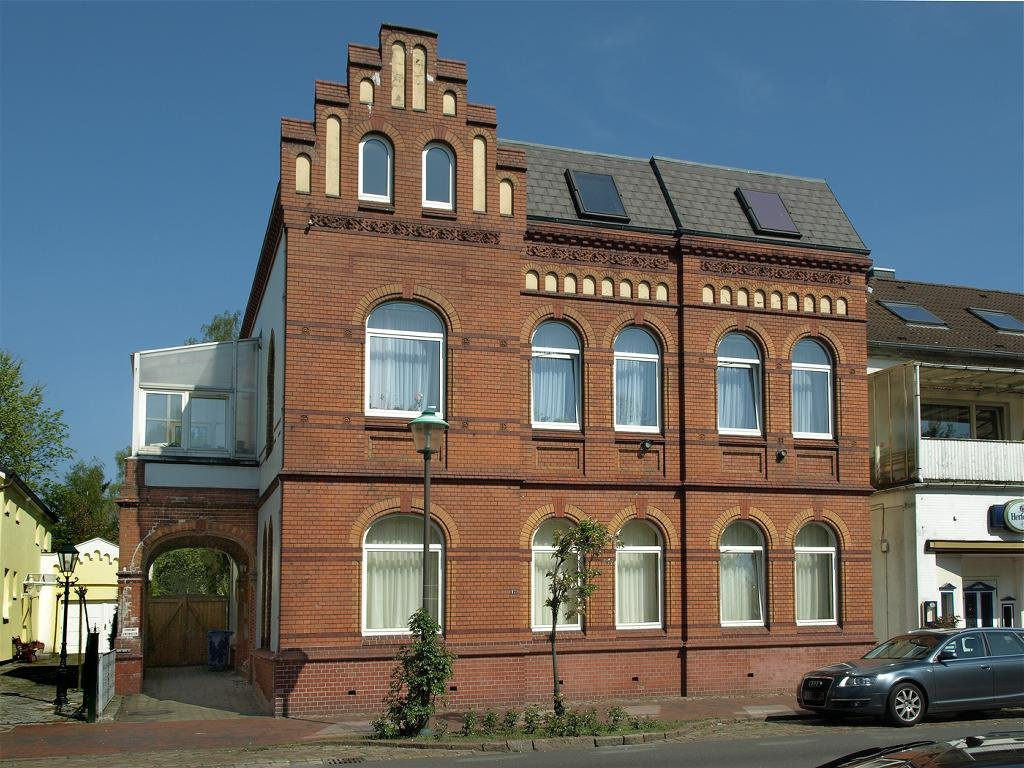
Das Diermissen-Haus in Uetersen

Das Diermissen-Haus ist ein denkmalgeschütztes Gebäude in Uetersen, Kreis Pinneberg.
Das Gebäude ist ein dreigeschossiger Gründerzeit-Bau aus dem Jahre 1877 mit Backsteinfassade.
Auffällig an dem Gebäude ist die asymmetrische Anordnung des Eingangs und das vorstehende Treppenhaus mit gestufte Giebel auf der linken Seite. Ab 1878 war es das Wohnhaus des niederdeutschen Autors und Volkskundlers Johannes Diermissen und seiner späteren Ehefrau, der Uetersener Klosterpriörin Gräfin Charlotte von Rantzau. In diesem Haus sammelte und schrieb Diermissen Hunderte von Geschichten, niederdeutsche Verse und Reime, die er unter anderen in den Itzehoer Nachrichten, im Hamburgischen Correspondenten und in den Jahrbüchern für schleswig-holsteinische Landeskunde veröffentlichte. Als 70-Jähriger verstarb Johannes Diermissen 1893 einsam und verlassen in diesem Haus. Danach wurde im Erdgeschoss ein „Atelier für Zahnleidende“ eingerichtet. Später wurde es dann als reines Wohnhaus genutzt. Im Jahr 1984 zerstörte ein Dachstuhlbrand den oberen Teil des Gebäudes. Daraufhin wurden der Dachstuhl zum Dachgeschoss umgebaut.
Das Gebäude steht wegen seines historischen und städtebaulichen Wertes als Kulturdenkmal unter Denkmalschutz.
- Siehe auch: Liste der Kulturdenkmale in Uetersen